# Skuggregering
Skuggregering, eller skuggkabinett, är en alternativregering som sätts upp av oppositionspartier, i exempelvis Storbritannien och andra länder som tillämpar Westminstersystemet, men ofta mindre formaliserat, som i exempelvis Sverige. Skuggregeringen består av ett antal skuggministrar som utgör oppositionens talesmän i de frågor som regeringen behandlar genom sina ministrar. Även en så kallad skuggbudget brukar presenteras.